# Четвърти курилски проток
Четвърти курилски проток в Тихи океан отделя островите Онекотан и Маканруши от островите Парамушир и Анциферов. Свързва Охотско море и Тихи океан.
Дължината му е около 30 km, минималната ширена е 1,5 km, а максималната дълбочина надвишава 1110 m. Брегът е стръмен и планински. 
В протока се влива река Болшая и ручеите Форелний, Кривой, Носков, Скалний, Пологий. По северното му крайбрежие се срещат подводни и надводни скали. В близост до бреговете на Парамушир се намират скалите Пенистие и Хмир, а близо до Онекотан е скалата Ясна погода. В северната си част протокът се свързва с проток Лужин, а в южната си част с Еврейския проток.
Средното ниво на прилива по бреговете е 1 m. Бреговете му не са населени, намира се в акваторията на Сахалинска област.